# シャーリーン (歌手)
シャーリーン（本名 Charlene Marilynn Oliver、旧姓名 Charlene Marilynn D'Angelo、1950年6月1日 - ）はアメリカ合衆国カリフォルニア州ハリウッド出身のR&B歌手。
1982年、"I've Never Been to Me"（邦題「愛はかげろうのように」）のヒットで一躍有名になった。

## アルバム
- 『Charlene』（1977年）
- 『Songs of Love』（1977年）
- 『I've Never Been to Me』（1982年）
- 『Used to Be』（1983年）

| スタブアイコン | サブスタブ | この項目は、まだ閲覧者の調べものの参照としては役立たない、歌手に関連した書きかけの項目です。この項目を加筆・訂正などしてくださる協力者を求めています（P:音楽/PJ:芸能人）。 |